# 丹霞洞摩崖造像及石刻
丹霞洞摩崖造像及石刻位於四川省屏山縣龍水鄉，文物遺址年代判定為明、清。1991年4月16日公佈為四川省第三批文物保護單位。